# آساکوسا

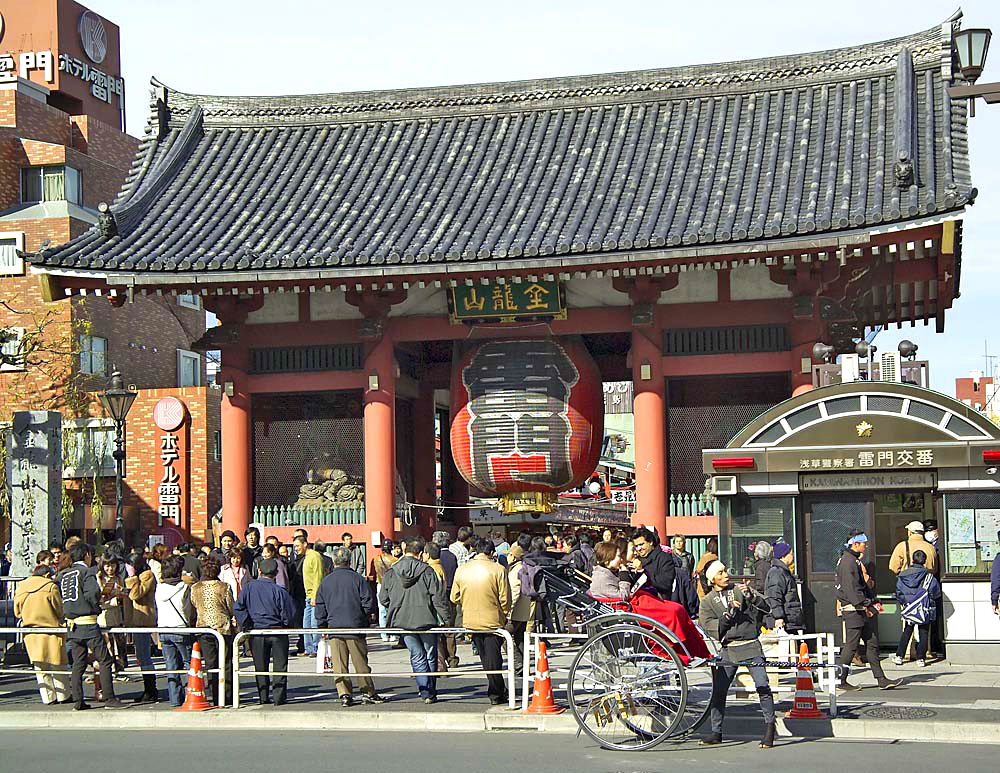
دروازهٔ کامیناری در آساکوسا.

آساکوسا (به ژاپنی: 浅草 Asakusa)  در منطقهٔ تایتو در توکیو، پایتخت ژاپن واقع شده‌است. شهرت آساکوسا بیشتر مدیون وجود معبد سنسوجی می‌باشد. آساکوسا در جوار رود سومیدا واقع شده‌است.

## مکان‌های معروف در آساکوسا
- معبد سنسوجی
- معبد آساکوسا
- پارک سومیدا
- شهر بازی آساکوسا هانایاشیکی
- حمام آب‌معدنی آساکوسا کاننون

## جشنواره‌های آساکوسا
- جشن سانجا
- آتش بازی رود سومیدا

## نگارخانه

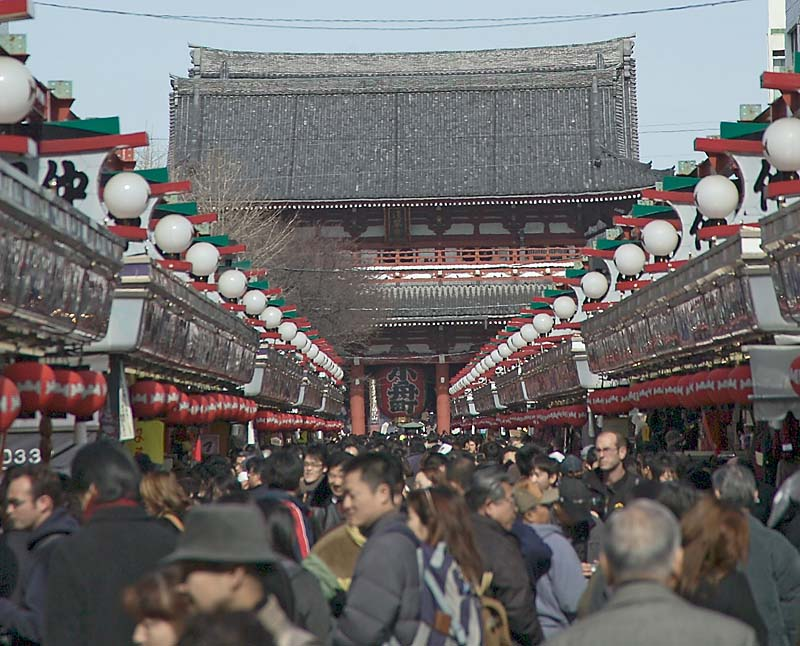
مغازه‌های فروش سوغاتی در اطراف معبد سنسوجی